# Can Verderol
Can Verderol són unes cases pageses i terres de Santa Maria del Camí situades entre Son Borràs de Passatemps, Son Bieló i Son Collet, en els costers del Puig de Son Seguí.
Can Verderol es va formar a partir de 1663 com una parcel·lació de Son Borràs, quan Jaume Borràs per pagar les legitimes a les seves germanes, els cedí una part de la possessió. Pren el nom del malnom dels Fiol Verderol.
A l'antiga casa s'hi han afegit nous elements, però aquesta conserva els trets característics d'una casa pagesa del segle xvii.
La planta baixa consta d'un portal de mig punt amb brancals, dovelles de molt de regràs, carcanyol i trencaaigües motllurat, tot de marès; dues finestres de nova factura i dos finestrons atrompetats. El primer pis consta de dues finestres amb l'ampit motllurat i l'emmarcament de peces de marès.
La façana lateral conserva al pis una finestra amb l'ampit motllurat i l'emmarcament de peces de marès, idèntica a les finestres de la façana principal.